# Niederhof (Wiehl)
Niederhof (hommersch Ni'erhoff) im Oberbergischen Kreis ist eine von 51 Ortschaften der Stadt Wiehl im Regierungsbezirk Köln in Nordrhein-Westfalen (Deutschland). 

## Lage und Beschreibung
Der Ort liegt zwischen den  Orten Bielstein im Norden und Drabenderhöhe im Süden und liegt in Luftlinie rund 5,5 km vom Stadtzentrum von Wiehl entfernt. Niederhof liegt südlich der Bundesautobahn 4.

## Nennungen
1500 wird der Ort das erste Mal urkundlich erwähnt, und zwar "Heydenrich im Nederhoeve ist Zeuge bei einem Hörigentausch zwischen Berg und Sayn." 
1575 in der A. Mercator-Karte verzeichnete Ansiedlung Neerhouen.
In der Landsteuerliste von 1555 wird Im nyderhoffe aufgeführt. Im Futterhaferzettel der Herrschaft Homburg von 1580 werden als Abgabepflichtige für den Ort Im Nider Houe 1 Saynischer, 1 Wittgensteinischer sowie 4 Bergische Untertanen benannt. 
Die Schreibweise der Erstnennung lautet Nederhove, eine Namensdeutung ist nicht bekannt.